# 大平亮
大平 亮（おおひら りょう）は日本の実業家。ニューバーガー・バーマン株式会社代表取締役社長。

## 経歴
東京大学工学部、筑波大学大学院修了。
ニューバーガー・バーマン・グループ東アジア地域（日本・韓国・台湾）の総責任者として会社設立からビジネスの立ち上げ及び成長戦略を指揮。日本拠点の受託残高は約11兆1,412億円（2025年6月末時点）。また、日本拠点では中小型上場株式、オールキャップ上場株式のESGエンゲージメント運用を行い、日本のプライベートエクイティ投資市場においてもLP投資・共同投資・セカンダリー投資活動を拡大している。また2024年からは日本株式を対象にクロスオーバー投資戦略（未上場および上場株式の双方に投資を行う運用戦略）を開始。
同グループのパートナー兼オペレーティングコミッティーメンバー。経済同友会会員。学校法人ユナイテッド・ワールド・カレッジISAKジャパン理事。